# Igreja Cristã Presbiteriana do Chile
A Igreja Cristã Presbiteriana do Chile (em espanhol Iglesia Cristiana Presbiteriana de Chile) é uma denominação reformada formada no Chile em 1994, por missionários da Igreja Presbiteriana na Coreia (TongHap).

## História
A denominação surgiu a partir da imigração de coreanos para o Chile. Estes imigrantes formam auxiliados por pastores da Igreja Presbiteriana na Coreia (TongHap) e iniciaram a evangelização de chilenos no país. Em 1994 a denominação foi constituída.
Em 2004, a denominação tinha 12 igrejas e 692 membros.

## Doutrina
A denominação afirma a Confissão de Fé de Westminster , Catecismo de Heidelberg e o Credo dos Apóstolos. O governo da igreja é presbiteriano, ou seja, baseia-se na ideia de concílio.